# دفاع جانانه از دژ دوچ‌کروز
دفاع جانانه از دژ دوچ‌کروز (آلمانی: Die Beispiellose Verteidigung der Festung Deutschkreuz) فیلمی کوتاه به کارگردانی ورنر هرتسوک است که در سال ۱۹۶۶ منتشر شد.